# Пророк Ісая (Мікеланджело)
«Пророк Ісая» (італ. Isaia) — фреска Мікеланджело Буонарроті на стелі Сикстинської капели (Ватикан), створена ним протягом 1508–1512 років. Фреска зображає одного із чотирьох «великих» біблійних пророків — Ісаю[а].

## Опис
Фреска із пророком розміщена ліворуч від входу, між фресками «Дельфійська сивіла» та «Кумська сивіла», навпроти сьомої сцени «Жертва Ноя».
|                                                                |
| Зліва направо: «Еритрейська сивіла», «Жертва Ноя», Пророк Ісая |

Вазарі так описав пророка:
|  | Але той, хто гляне на пророка Ісаю (…) побачить фігуру, на якій, коли її докладно вивчити, можна побачити і зрозуміти всі засоби гарного живопису. Цей пророк сидить замислившись; він схрестив ноги, заклав пальці правої руки в книгу в тому місці, де він читав, а лівим, а лівим ліктем підтримує книгу зверху, підперши дщоку долонею. Один із хлопчиків позад нього кличе його. Пророк повертає голову, не рухаючи тілом. Все це немов списано з натури, матері мистецтва. |

## Виноски
1. ↑  Вазарі, 1970, с. 334 —335.